# Mączniak rzekomy róży

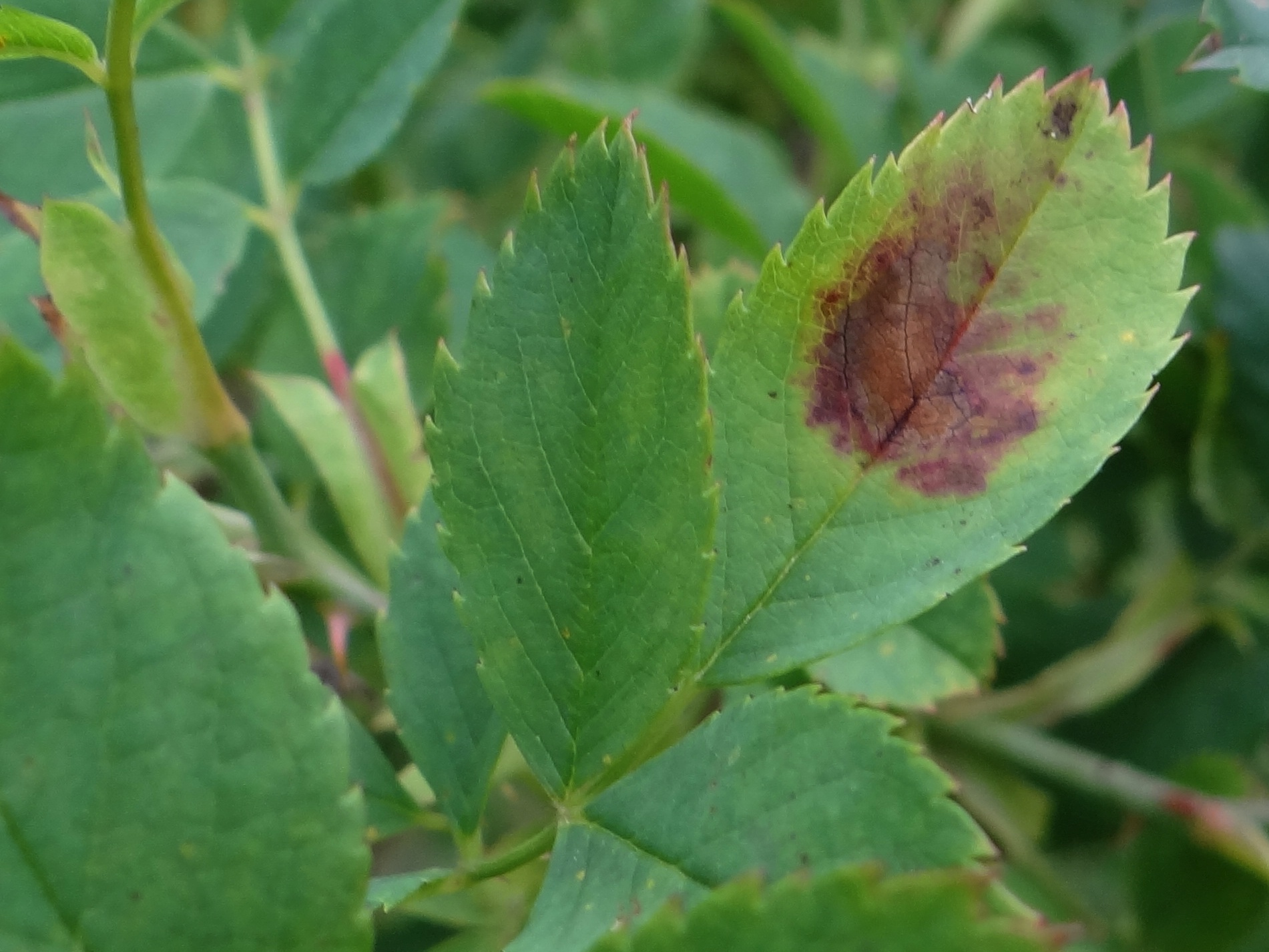

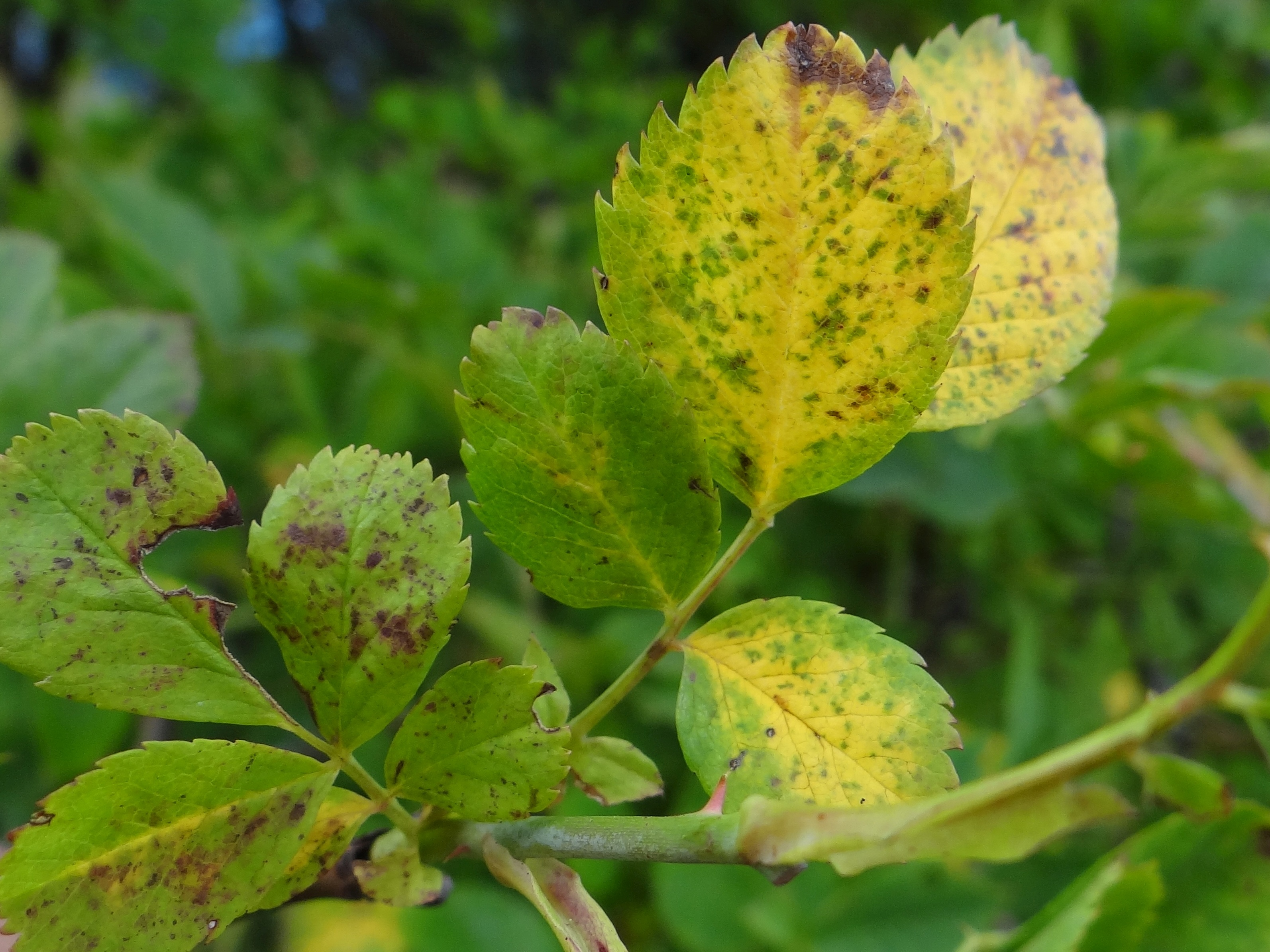

Mączniak rzekomy róży – choroba róży wywołana przez Peronospora sparsa. Jest to mikroskopijny organizm zaliczany do lęgniowców wywołujących u roślin choroby zwane mączniakami rzekomymi.

## Występowanie i szkodliwość
Choroba jest rozprzestrzeniona na całym świecie. W Polsce rzadko powoduje duże straty. Jednak gdy otoczenie jest silnie skażone przez patogena, sprzyjają mu warunki pogodowe i trafi na podatną odmianę, choroba przybiera formę epidemii. W takich warunkach rozwija się szybko i już w środku lata rośliny mogą całkowicie utracić liście.

## Objawy
Objawy chorobowe w postaci plam występują na liściach, pędach, szypułkach kwiatowych i działkach kwiatowych. Plamy na pędach, szypułkach i działkach kwiatów są wydłużone, fioletowoczerwone. Na liściach powstają głównie na górnej stronie blaszki liściowej. Początkowo plamy są żółtawe, potem stają się fioletowoczerwone lub ciemnobrunatne. Na dolnej stronie pod plamami pojawia się w warunkach dużej wilgotności delikatny biały nalot. Silnie porażone liście przedwcześnie opadają. Najwcześniej opadają liście na szczycie rośliny, potem stopniowo defoliacja posuwa się w dół.

## Epidemiologia
Występujący na dolnej stronie liści biały nalot składa się ze sporangioforów i wytwarzanych przez nie bezpłciowo zarodników. Zarodniki te rozprzestrzeniają chorobę. Kiełkują od razu w strzępki, które zimują na porażonych roślinach. Na porażonych częściach roślin zimują także oospory patogenu.

## Ochrona
Wiosną należy wycinać i niszczyć pędy róży z objawami porażenia. Przy pierwszych objawach pojawienia się choroby należy opryskiwać róże fungicydami zawierającymi związki fosfonowe (fosetyl glinowy), pochodne kwasu cynamonowego (dimetomorf), imidazolowymi (fenamidon), ditiokarbaminianowymi (mankozeb), strobilurynowymi (azoksystrobina) i in. Kolejne opryskiwania wykonuje się co 7–10 dni, a przy długotrwałej wilgotnej pogodzie nawet co 5 dni.
Różne odmiany róż charakteryzują się bardzo zróżnicowaną podatnością ma mączniaka rzekomego. Istnieją odmiany odporne na tę chorobę. Przy uprawie pod osłonami bardzo ważne jest kontrolowanie wilgotności. Róże rosnące w wilgotności względnej poniżej 85% nie są atakowane przez mączniaka rzekomego.